# Towarzysz X
Towarzysz X – amerykańska komedia szpiegowska z 1940 roku w reżyserii Kinga Vidora.

## Fabuła
I połowa XX wieku, Związek Radziecki. Amerykański dziennikarz McKinley Thompson (Clark Gable) przemyca za granicę wiadomości pod kryptonimem „Towarzysz X”. Zostaje poddany szantażowi przez lokaja hotelowego, który grozi ujawnieniem radzieckim władzom tożsamości dziennikarza jeśli ten nie pomoże w ucieczce z ZSRR swojej córce (Hedy Lamarr).

## Obsada
- Clark Gable jako McKinley B. „Mac” Thompson
- Hedy Lamarr jako Golubka
- Oscar Homolka jako Wasiliew
- Felix Bressart jako Wania

## Nagrody i nominacje
- Nominacja do Oscara za najlepszy scenariusz – Walter Reisch